# هتل ریو پلازا گوادالاخارا
هتل ریو پلازا گوادالاخارا (به اسپانیایی: Hotel Riu Plaza Guadalajara) یک هتل در مکزیک است که در گوادالاخارا، خالیسکو واقع شده‌است.